# SAC-A
SAC-A era un satélite experimental pequeño desarrollado por la CONAE, que fue lanzado por el transbordador Endeavour en la misión STS-88 en diciembre de 1998. Este pequeño satélite llevó a cabo experimentos que fueron la base para los satélites SAC-C y SAC-D / Aquarius.

## Historia
El 16 de octubre de 1997 la NASA y la CONAE firmaron un memorándum de entendimiento para el desarrollo y lanzamiento del satélite. Según el acuerdo, el Centro de vuelo espacial Goddard proporcionaría asistencia técnica y desarrollaría el sistema de eyección para desplegar el satélite en órbita.
SAC-A fue el segundo satélite construido por INVAP. Su misión era probar sistemas ópticos, de generación de energía, transmisión de datos a tierra para futuras misiones satelitales argentinas, como el SAC-C. El diseño e integración final del satélite fue de 8 meses y tuvo un costo de 15 millones de USD.

## Instrumentos
El satélite es un cilindro de 68 kg estabilizado por rotación, su energía es proporcionada por paneles solares. Su carga útil consistía de:
- Un receptor DGPS que permite al satélite determinar su posición de forma autónoma
- Una cámara diseñada para evaluar el rendimiento del sistema en el espacio
- Celdas fotovoltaicas fabricadas en Argentina para evaluar su rendimiento en el espacio
- Un magnetómetro para medir el campo magnético de la Tierra
- Sistema de radio para seguimiento de ballenas en peligro de extinción[3]

## Desarrollo de la misión
El satélite fue lanzado el 4 de diciembre de 1998 en la misión STS-88 del transbordador espacial, cuyo objetivo principal era el ensamblaje del Nodo Unity. El satélite fue desplegado del transbordador el 14 de diciembre, en una órbita de 388 km × 401 km con una inclinación de 51,6°. Su control se realizó desde el Centro Espacial Teófilo Tabanera, en los últimos dos meses de su funcionamiento la CONAE lo aprovechó para enseñar telemetría y control de satélites a estudiantes. El satélite se quemó al entrar en la atmósfera el 25 de octubre de 1999, habiendo transmitido de manera correcta datos e imágenes.

## Galería

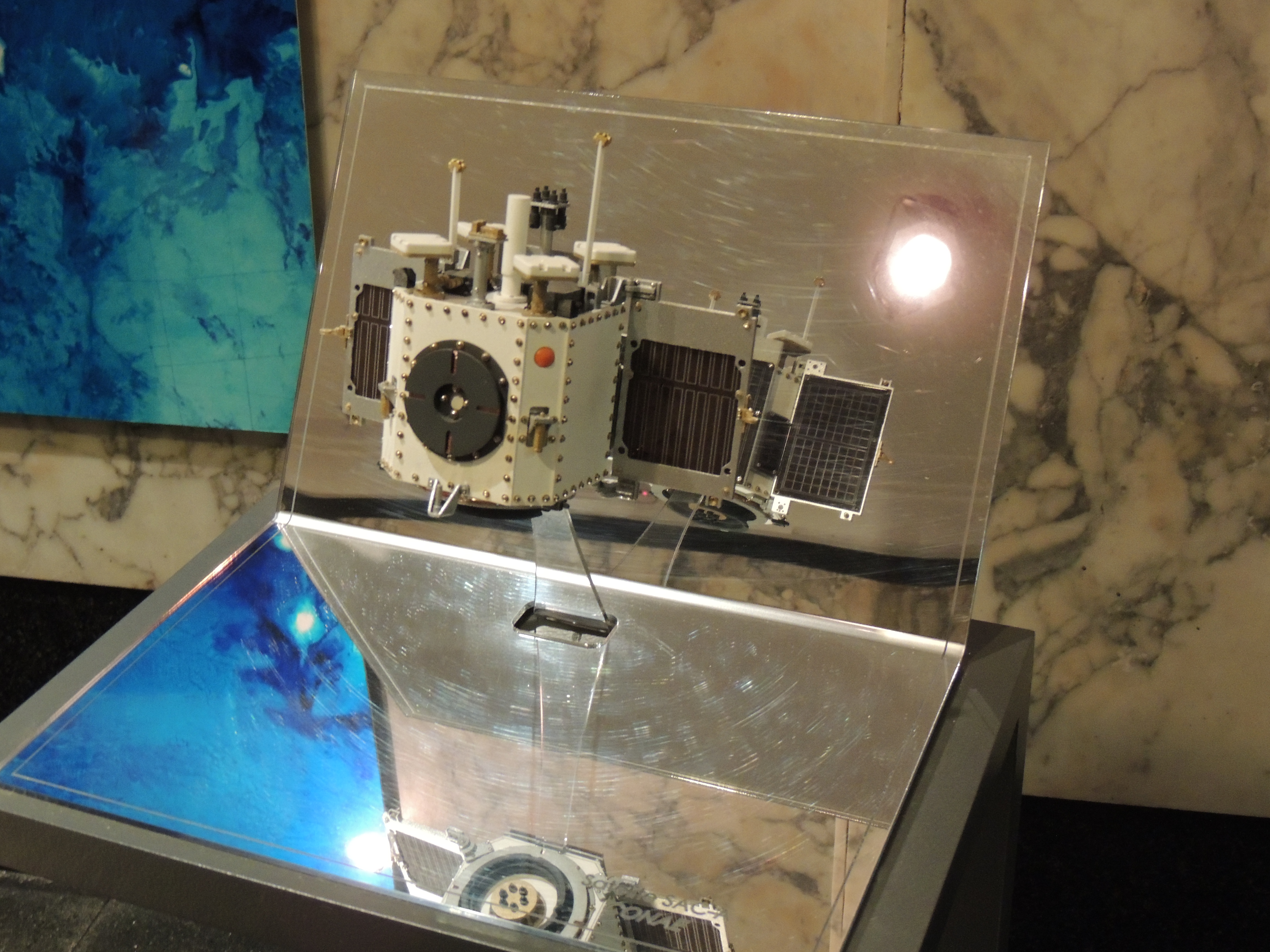
Maqueta del satélite en las oficinas de CONAE
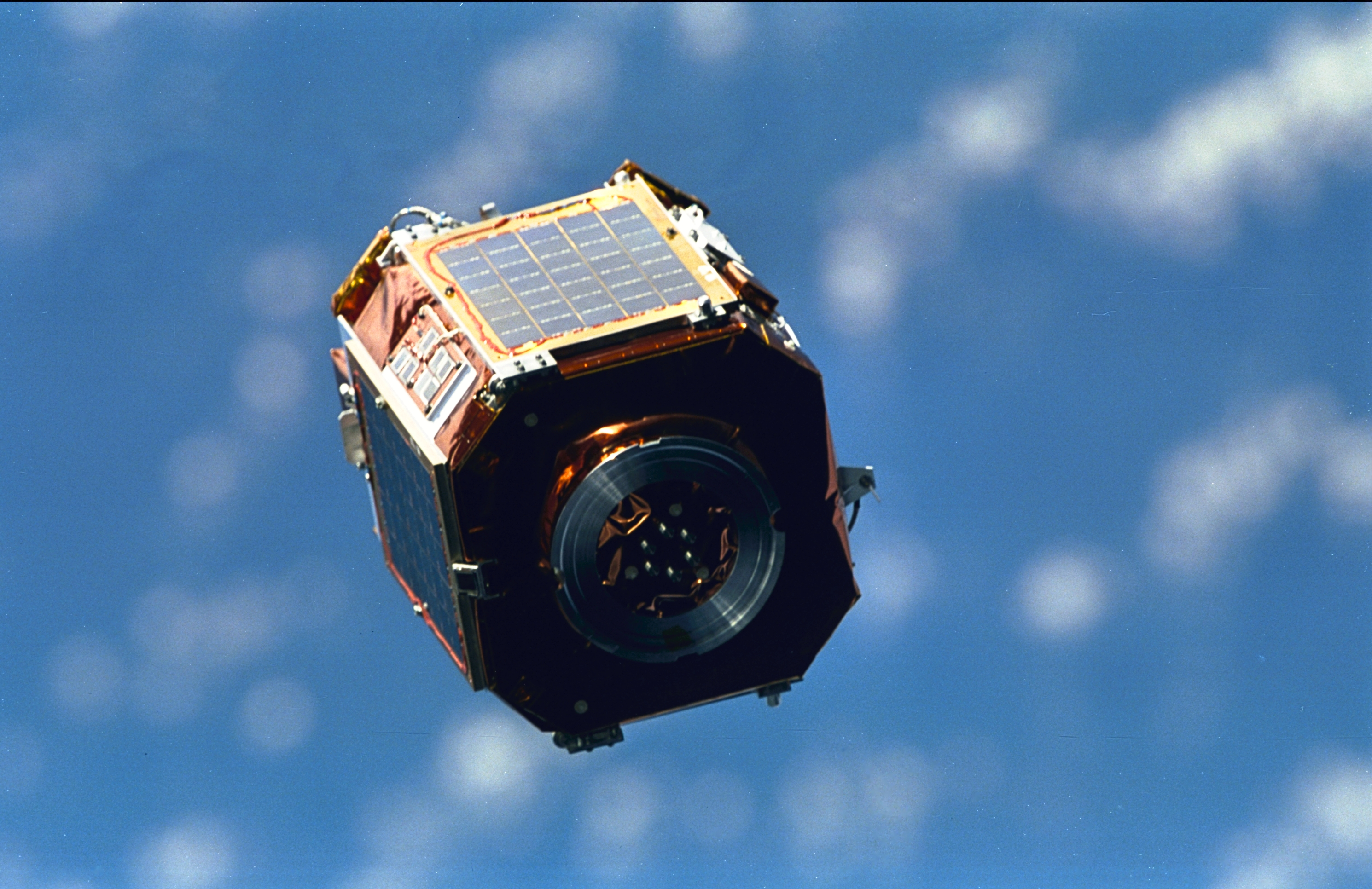
Primeros minutos de vuelo libre
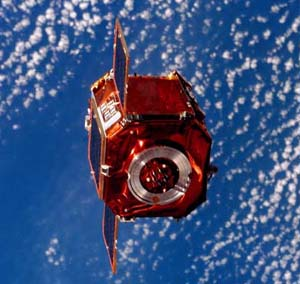
Paneles solares desplegados
- SAC-A en órbita